# Estación de Santa Cita
La Estación Ferroviaria de Santa Cita, también conocida como Estación de Santa Cita, es una plataforma del Ramal de Tomar, que sirve a la parroquia de Madalena, en el ayuntamiento de Tomar, en Portugal.

## Características

### Localización y accesos
Esta plataforma tiene acceso por la travesía de la Estación de la CP, junto a la localidad de Santa Cita.

### Descripción física
En enero de 2011, presentaba dos vías de circulación, con 236 y 206 metros de longitud; las dos plataformas tenían 227 y 156 metros de extensión, y 50 y 60 centímetros de altura.

## Historia
El Ramal de Tomar entró en servicio, con la denominación de Caminho de Ferro de Lamarosa a Tomar, el 24 de septiembre de 1928.